# اسپرماتوگونی
اسپرماتوگونی یا زامه‌زا یک سلول زایای تمایز نیافته است که در  لوله اسپرم ساز ایجاد و به دو اسپرماتوسیت اولیه (نوعی سلول زایا) در فرایند تولید اسپرماتوزوآ تبدیل می شود. 

## نگارخانه

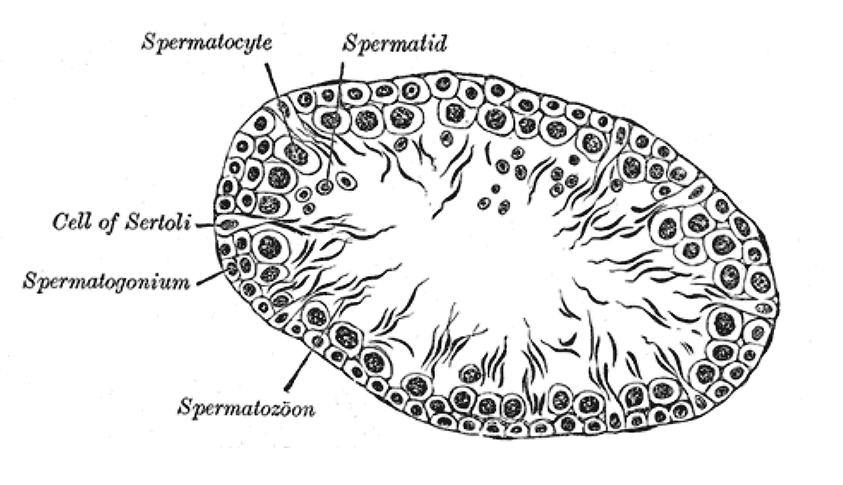
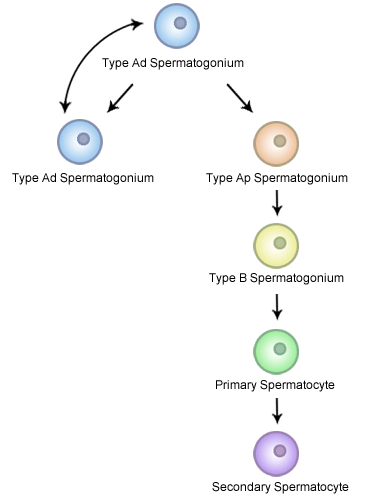